# Yvan Colonna
Yvan Colonna (Corso, iˈvanu koˈlɔnna; Ajaccio, 7 de abril de 1960 - Marsella, 21 de marzo de 2022) fue un nacionalista corso/italiano condenado por el asesinato del prefecto de Corse-du-Sud, Claude Érignac ocurrido en 1998. Fue asesinado a golpes en prisión por un recluso yihadista, lo que provocó disturbios.

## Primeros años
Colonna nació en Ajaccio (Francia) el 7 de abril de 1960. Era hijo de Jean-Hugues Colonna, antiguo miembro de la Asamblea Nacional del Partido Socialista elegido en el 1xMaritimes y receptor de la Légion d'honneur francesa. Su madre era de Laz en Bretaña. En 1975, su familia se mudó a Niza. Después de completar su Baccalauréat  (escuela secundaria francesa), estudió para convertirse en profesor de educación física y deportes, pero interrumpió sus estudios en 1981.[cita requerida] Luego se fue a Córcega y se trasladó a Cargèse, donde posteriormente su hermano  abrió un bar de playa. Más tarde tomó posesión de la cabra, una ocupación tradicional en Córcega, y se unió a una facción militante nacionalista cercana al Frente de Liberación Nacional de Córcega. Se le sospechó en varios actos terroristas en la región y, en particular, haber participado en un ataque contra la comisaría de policía de Pietrosella.

## Implicación en el asesinato del prefecto Érignac

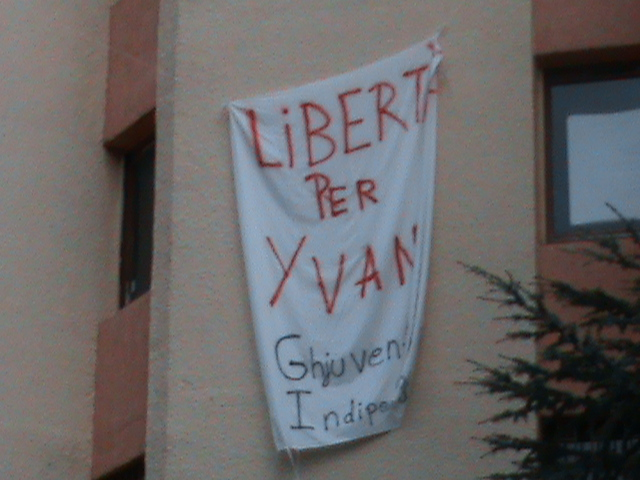
Una pancarta erigida por miembros de Ghjuventù Indipendentista pidiendo la liberación de Yvan Colonna. Muchas pancartas y grafiti, en y alrededor de la Universidad de Córcega Pascal Paoli en Corte, muestran apoyo a la independencia de FLNC y Córcega.

El 6 de febrero de 1998, a las 21.05 horas, el prefecto de Córcega, Claude Érignac, fue asesinado cuando salía de un teatro en la rue Colonna-d'Ornano en Ajaccio. Le dispararon tres balas de 9 mm en el cuello y murió poco después. Posteriormente se descubrió que el arma era una de las armas robadas en el ataque contra la estación de Gendarmerie en Pietrosella el 6 de septiembre de 1997.
La siguiente investigación dio lugar a la detención de varios militantes, y su interrogatorio señaló a Yvan Colonna como el culpable. Cuando la policía fue a interrogarlo, ya había huido, lo que provocó la mayor persecución de la historia francesa. Se pensaba que Colonna había abandonado el país, posiblemente hacia Sudamérica. Sin embargo, una cámara infrarroja en las montañas de Córcega, cerca de Vico, que servía como vigilancia de una bergerie, una  choza tradicional de un pastor corso, mostró evidencia de que Colonna se escondía allí. Fue detenido el 4 de junio de 2003.
Acusado de asesinato y de ser miembro de una organización terrorista, fue procesado el 12 de noviembre de 2007 ante el tribunal de París, que se ocupa de los casos de terrorismo. El tribunal estuvo en sesión hasta el 12 de diciembre de 2007. Durante su internamiento previo al juicio, sostuvo reiteradamente su inocencia, y que fue víctima de una injusta cobertura de prensa que lo había condenado antes del juicio. El 13 de diciembre de 2007, Colonna fue declarado culpable y condenado a cadena perpetua. Después apeló.
El 20 de junio de 2011, se confirmó la condena de Colonna en apelación y pasó el resto de su vida en el centro de detención de Toulon-La Farlède.

## Muerte
El 2 de marzo de 2022, Colonna fue herido de gravedad en prisión por otro recluso, Franck Elong Abé, durante una sesión deportiva, en la sala de pesas del centro penitenciario Le Figaro, en la cárcel de Arlés, donde cumplía condena. El atacante, un islamista camerunés de 36 años, perpetró este hecho supuestamente por "no respetar a Mahoma". En respuesta, estallaron violentos disturbios en Córcega. Después de pasar tres semanas en coma en un hospital, Colonna murió de sus heridas el 21 de marzo de 2022, a la edad de 61 años.